# 維爾德峰
46°21′16.5″N 7°21′39.1″E / 46.354583°N 7.360861°E

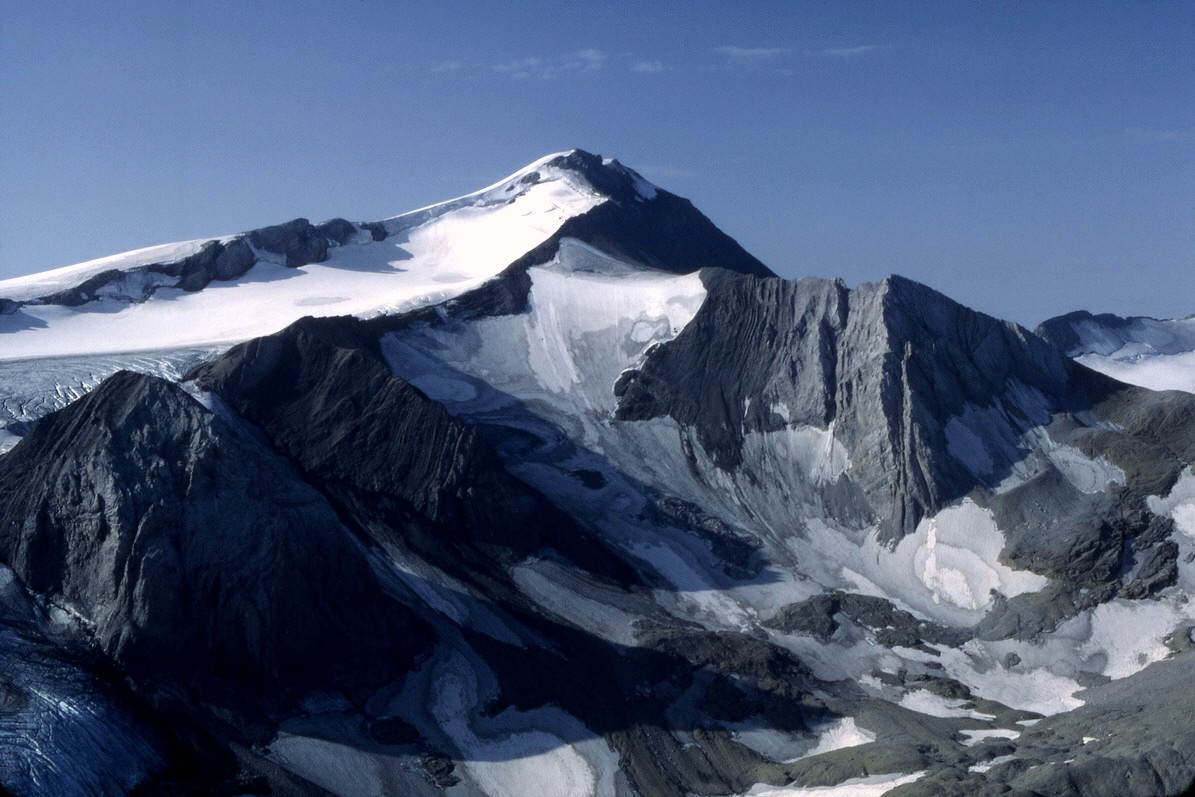

維爾德峰（德語：Wildhorn）是瑞士伯恩州和瓦萊州的山峰，位於該國南部，屬於伯尔尼山的一部分，海拔高度3,248米，人類在1843年9月首次登頂。